# Недич, Мартин
Мартин Недич (хорв. Martin Nedić1 апреля 1810, Толиса — 26 мая 1895) — австрийский хорватский поэт, один из первых деятелей культурного возрождения в Боснии.
Родился в крестьянской семье. Начальную школу окончил в Толисе под руководством Боне Бенича-младшего, гимназию — в Кральеве-Сутьеске, затем изучал философию и богословие в Суботице, Сольноке, Агридже, Дендеше и Ваце. Будучи студентом, с энтузиазмом воспринял идею хорватского национального возрождения, начав писать (в основном под псевдонимами) патриотические стихотворения, исторические рассказы, отчёты о состоянии католических школ в Боснии и так далее.
12 сентября 1833 года с помощью друга отца, богатого еврея, смог отправиться в Вац, где оставался почти два года, вернувшись в Боснию в сентябре 1835 года. Его пребывание среди венгров оказало решающее влияние на формирование его политических взглядов: он выступал категорическим противником венгерской культуры и проповедовал идеи иллиризма. Патриотические его стихотворения написаны в духе народных песен. Писал в журнале «Даница» под псевдонимами Славолюб и Жалован.